# Quercus praeco
Quercus praeco es una espècie de roure que pertany a la família de les fagàcies i està dins de la secció dels roures blancs, que són els roures blancs d'Europa, Àsia i Amèrica del Nord. És un endèmic dels estats mexicans de Jalisco i Nayarit, a l'oest de Mèxic i Nuevo León, al nord-est de Mèxic.
És un arbre caducifoli que pot arribar a fer fins als 7 m d'alçada amb un tronc de fins a 50 cm de DAH. La seva capçada està estesa. La seva escorça té moltes fissures, les branquetes fan entre 2 a 4 mm de gruix, tomentoses de color blanc groguenc, les gemmes fan entre 2 a 4 mm de llarg, són ovoides, obtuses, tomentoses i les seves estípules són persistents. Les fulles fan fins a 14 cm, en forma d'ou, amb lòbuls o dents poc profunds al llarg de les vores. La cara superior de les fulles és verda i la part inferior és groguenca a causa de molts pèls. Els aments masculins fan 6 cm de llarg, amb eix pilós i les flors són pistil·lades entre 1 a 5 sobre una tija d'entre 3 a 7 cm de llarg. Les glans fan entre 1,7 a 2 cm, són ovoides, agrupades en grups sobre un fort peduncle de fins a 8 cm de llargada, la tassa està tancada per la meitat de la gla, la tassa és campanulada, fa entre 1,5 a 2,5 cm de diàmetre, marge fortament enrollat l'interior. Les glans maduren al cap d'un any.
Quercus praeco és un arbre caducifoli que pot arribar a fer fins als 7 m d'alçada amb un tronc de fins a 50 cm de DAH. La seva capçada està estesa. La seva escorça té moltes fissures, les branquetes fan entre 2 a 4 mm de gruix, tomentoses de color blanc groguenc, les gemmes fan entre 2 a 4 mm de llarg, són ovoides, obtuses, tomentoses i les seves estípules són persistents. Les fulles fan fins a 14 cm, en forma d'ou, amb lòbuls o dents poc profunds al llarg de les vores. La cara superior de les fulles és verda i la part inferior és groguenca a causa de molts pèls. Els aments masculins fan 6 cm de llarg, amb eix pilós i les flors són pistil·lades entre 1 a 5 sobre una tija d'entre 3 a 7 cm de llarg. Les glans fan entre 1,7 a 2 cm, són ovoides, agrupades en grups sobre un fort peduncle de fins a 8 cm de llargada, la tassa està tancada per la meitat de la gla, la tassa és campanulada, fa entre 1,5 a 2,5 cm de diàmetre, marge fortament enrollat l'interior. Les glans maduren al cap d'un any.

## Taxonomia
Quercus praeco va ser descrita per William Trelease i publicat a Memoirs of the National Academy of Sciences 20: 88, pl. 139, a l'any 1924.
Etimologia
Quercus: Nom genèric del llatí que designava igualment al roure i a l'alzina.
Quercus praeco: epítet